# Gheorghe Cimpoia
Gheorghe Cimpoia (* 14. Oktober 1939 in Râșnov) ist ein früherer rumänischer Biathlet.
Gheorghe Cimpoia startete für den Verein ASA Brașov. Er nahm an den Olympischen Winterspielen 1964 in Innsbruck teil und belegte dort den 27. Platz. Sportlich erfolgreichstes Großereignis wurden die Biathlon-Weltmeisterschaften 1966 in Garmisch-Partenkirchen, bei denen Cimpoia als bester Rumäne Fünfter des Einzels wurde. Zudem wurde er mit Constantin Carabela, Nicolae Bărbășescu und Vilmoș Gheorghe beim erstmals offiziell als Bestandteil der WM durchgeführten Staffelwettbewerb Sechster. 1968 trat er ein zweites Mal bei Olympischen Winterspielen an. In Grenoble lief er im Einzel auf den 23. Platz und wurde beim erstmals olympischen Staffelrennen in der Besetzung der WM 1966 Siebter.